# Чарлс Баркли
Чарлс Вејд Баркли (енгл. Charles Wade Barkley; Лидс, САД, 20. фебруар 1963) бивши је професионални амерички кошаркаш који тренутно ради као аналитичар за Inside the NBA. Баркли је утврдио себе као једног од најдоминантнијих крилних центара у НБА лиги. Као играч колеџа Оберн, драфтован је након завршене прве године од стране Филаделфија севентисиксерса као пети пик 1984. НБА драфта. Био је селектован као НБА први тим пет пута, НБА други тим пет пута и једанпут као НБА трећи тим. Зарадио је једанаест НБА Ол-стар појављивања и једанпут је био проглашен за НБА Ол-стар МВП 1991. 1993. био је изгласан за НБА МВП, и за време педесето годишњице НБА проглашен је за једног од најбољих 50 НБА играча свих времена. 1992. и 1996. такмичио се на олимпијским играма и освојио је две златне медаље као члан америчког Дрим-тима. Баркли је примљен два пута у Кошаркашку Кућу славних, 2006. због свог индивидуалног учинка, а 2010. као члан Дрим-тима.
Баркли је био популаран са фановима и медијима. Често је био умешан у тучама на и ван терана, и покретао контраверзе, као што је, на пример, марта 1991. пљунуо на девојчицу док је покушавао да пљуне  прозивача из публике, и кад је 1993. саопштио кроз рекламу за Најк, да спортске фигуре нису узори за децу. Иако је био низак за крилног центра, Баркли је користио своју снагу и агресивност да постане један од најдоминантнијих НБА скакача за лопту. Био је комплетан играч који могао да даје поене, покреће акције и брани. Године 2000. се пензионисао као четврти играч у НБА историји који је успео да постигне 20.000 поена, 10.000 скокова и 4.000 асистенција.
Након пензионисања као играч, Баркли је успешну каријеру наставио на телевизији. Ради за ТNТ са Шакилом О’Нилом, Кенијем Смитом и Ернијем Џонсоном као аналитичар НБА утакмица.

## Младост
Баркли је рођен и одрастао у Лидсу, Алабама, 16 km од Бирмигема, и похађао Средњу школу Лидс. У првој години Баркли је је био висок 178 cm и тежак 100 kg. Није успео да избори место у првом тиму екипе па је мора да се задовољи местом на клупи. Међутим током лета Баркли је порастао до 193 cm и добио шансу у првој постави у својој другој години. Бележио је просек од 19,3 поена, 17,9 скокова по утакмици и водио је тим до 26 победа и 3 пораза до пута до полуфинала. Без обзира на његово побољшање у односу на прошлу годину Баркли није добио много пажње од стране скаута све док у полуфиналу државног средњошколском такмичења није дао 26 поена против Алабама-иног  највише цењеног проспекта Боби Ли Хурт-а. Асистент кошаркашког тима Оберн Универзитета Сони Смит је био на утакмици и убрзо након тога га је регрутовао, где је Баркли дипломирао као бизнис менаџер у Оберн Универзитету.

## Колеџ
Баркли је играо колеџ кошарку за Оберн три сезоне. Иако се имао проблема са килажом, пружао је одличне партије и водио је лигу у скоковима сваке године. Постао је врло популаран међу публиком изненађујући их својим закуцавањима и блокадама узимајући у обзир његову тежину и висину. Није било неуобичајено да ухвати дефанзивни скок, уместо да дода дриблао би преко целог терена и завршио би са снажним закуцавањем. Његова физичка величина и умеће му зарадило надимак Роунд Моунд оф Ребоунд.
За време колеџ каријере Баркли је играо на позицији центра, иако је био нижи од просечног центра. За три године које играјући за Оберн, забележио је учинак од 14,8 поена са 68,2% успешности из шута из игре, 9.6 скока, 1.6 асистенције И 1,7 блока. 1984 је једини пут кад је успео да додје до НЦАА Турнира где је забележио учинак од 23 поена са 80% шута из игре, 17 скока, 4 асистенције, 2 украдене лопте И 2 блокаде. Оберн је повукао дрес са бројем 34. марта 3, 2001.

## НБА каријера

### Филаделфија 76
Баркли је пре своје последње године у Оберну решио да се пријави за НБА драфт 1984. Био је селектован као пети пик у првој рунди од стране Филаделфије севентисиксерса, два места после након сто су Чикаго булсии драфтовали Мајкла Џордана. Придружио се ветеранском тиму који су чинили Џулијус Ирвинг, Мозиз Малон и Морис Чикс, играча који су одвели Филаделфију до 1983. НБА титуле. Уз помоћ ветерана Малона, Баркли је успео доведе тежину под контролу и научио како физички да се спреми за утакмицу. У првој НБА сезони учинак му је био 14 поена 8,6 скока по утакмици у току регуларног дела сезоне и добио место у Ол-Руки тиму. У Плејофу Сиксерси су стигли до финала Источне конференције али су изгубили од стране Бостон Селтикса у пет утакмица. Плејоф учинак те године му је био 14,9 поена и 11,1 скок по утакмици.
Током друге године Баркли је побољшао игру под водством Мосес Малона за време паузе између две сезоне, након кога је у регуларном делу сезоне водио своју екипу по постигнутом броју скокова 12,8 по утакмици уз 20 поена.Постао Сиксерсов стартни крилни центар и помогао је у довођењу тима до плејофа где је имао учинак од 25 поена уз процена од 58% успешних шутева из игре и 15,8 скокова. Без обзира на његов труд Филаделфија је поражена од стране Милвоки Бакса 4-3 у полуфиналу Источне конференције. У овој сезони био је изгласан за Ол-НБА други тим.
Пре сезоне 1986-87, Мосес Малон је замењен са Вашингтон Булетсима и Баркли је почео да преузима контролу као лидер тима. Зарадио је своју први и једину титулу у скоковима, бележећи 14,6 по утакмици. Те сезоне водио је екипу по броју датих поена по утакмици пружајући 23 то утакмици, чиме је осигурао своје прво учешће на НБА Ол-Стар утакмици и Ол-НБА другом тиму, друге сезоне за редом. У плејофу Баркли је водио екипу са 24,6 поена и 12,6 скока по утакмици али то као ни прошле године није било довољно јер су изгубили другу годину заредом од Милвоки Бакса у пет утакмица, у првој рунди.
У сезони 1987-88, Џулијус Ирвинг је саопштио да се пензионише, и Баркли након тога постаје главни играч Филаделфије. 30. новембра 1988, Баркли забележава 41 поен, 22 скока, 5 асистенција и 6 украдених лопти, чиме постаје први играч у НБА лигу да забележи такав учинак. Играјући у 80 утакмица и бележећи 300 минута више од другог најближег саиграча, Баркли је је имао своју најпродуктивнију сезону, у просеку 28,3 поена са 58,7% учинком из игре и 11,9 скока по утакмици. Појавио се у својој другог Ол-Стар и био је изгласан за Ол-НБА први тим по први пут у својој каријери. Његов “Селебрити” статус као лидер Филаделфије довела га је до насловне стране Спортс Илустрејтед. Али по први пут од сезоне 1974-75 Сиксерси нису успели да се домогну плејофа. У сезони 1988-89 Баркли је наставио са одличним партијама бележећи 25,8 поена и 12,5 скока по утакмици, чиме је заслужио треће појављивање на Ол-Стар утакмици и Ол-НБА првом тиму друге сезоне заредом. Упркос његовом доприносу од 27 поена 11,7 скокова и 5,3 асистенције Сиксерси су били “почишћени” у првој рунди плејофа од стране Њујорк Никса.
Током сезоне 1989-90, иако је добио више гласова за прво место, Баркли је завршио као другопласирани у гласању за МВП-а иза Лос Анђелесовог Меџика Џонсона. Проглашен је за најбољег играча године од стране Спортинг Њуз и Баскетбал Викли. Бележио је 25,2 поена и 11,5 скока по утакмици са каријерним најбољим учинком за шут из игре са 60%.Проглашен је за Ол-НБА први тим трећи пут заредом и присуство на четвртој Ол-Стар утакмици. Помогао је Филаделфији до 53 победе у регуларном делу сезоне, да би изгубили од Чикаго Булса у пет утакмица у полуфиналу источне конференције. Баркли је овај пут бележио 24,7 поена уз 15,5 скокова у још једом плејоф поразу.
1991-92 сезона је била његова последња са Филаделфијом, и у тој сезони носио је дрес са бројем 32 уместо 34 који је носио од кад је дошао у лигу у част Меџика Џонсона, које је саопштио на почетку сезоне да је ХИВ позитиван. Иако су Сиксерси пензионисани дрес са бројем 32 у част Билија Канингема, враћен је из пензије да би га Баркли носио.
У последњој сезони са Сиксерсима бележио је просек од 23,1 поена са 55% шута из игре и 11,1 скока по утакмици. Баркли је зарадио шесту заредом Ол-Стар селекцију и био је проглашен за Ол-НБА други тим, његов седми заредом да  буде уврштен у Први или други тим. Своју каријеру у Филаделфији је завршио као четврти рангирани у клупској историји по броју датих поена (14,184), трећи по просеку поена по утакмици(23.3ппу), трећи по скоковима(7,079) осми у асистенцијама(2,276) и други у проценту шута из игре (%57,6). Водио је Филаделфију седам сезона заредом у скоковима и проценту шута из игре, и шет година по броју поена. Међутим, Баркли је захтевао да буде трејдован из Филаделфије након што Сиксерси нису успели да се квалификују за НБА плејоф са скором 35-47. Баркли је прво требало да буде трејдован Лос Анђелес Лејкерсима, али сат време пре него што је договор требало да падне између два тима, Филаделфија се повукла из дила. 17. јула 1992, Официјано је трејдован Финикс Сунсима у замену за Џефа Хорачека, Тима Перија и Андру Ланга.
Током осам сезона са Сиксерсима постао је врло препознатљиво лице, да је био један од НБА играча који су имали фигуру произведену од стране Кенерс Стартинг Лајнап линију играчака. Имао је своју патику са Најком. Његова агресивна игра је доводила до доста инцидената на терену, најпознатија је била туча са центром Детроит Пистонса Бил Ламбиром 1990, наком којег је морао да плати 162,500$ казну..

#### Инцидент са пљувањем
Дана 26. марта 1991, у току утакмице против Њу Џерзија, Баркли је покушао да пљуне на прозивача из публике који га је на расној основи вређао, али је случајно погодио малу девојчицу. Род Торн, НБА председник операција у то време је суспендовао Барклија за једну утакмицу и казнио са 10.000 долара. Инцидент је постала национална прича и Баркли је био омаловажаван због исте. Међутим он се спријатељио са девојчицом и њеном породицом.Извинио се, и између осталог, поклонио карте за будуће утакмице.
Након пензионисања, Баркли је касније цитиран, кад је сагледао своју каријеру:
“Био сам врло контроверзан играч, ја мислим, али само жалим једну ствар, инцидент са пљувањем. Али знаш шта? Научило ме је битну лекцију. Научило ме је да сам постајао превише интензиван током утакмице. Показало ми је да сам хтео превише јако да  победим. Морао сам да се смирим. Хтео сам да победим по сваку цену, уместо да играм игру на прави начин и да је поштујем, само мислим о победи ”.

### Финикс Санс
Трејд у Финикс 1992-93, је био добар за Барклија и Сансе. Бележио је просек од 25,6 поена са 52% шута из игре, 12.2 скока и 5,1 асистенције по утакмици, водећи Сансе до најбољег рекорда тима 62-20. Због овог учинка Баркли је освојио НБА Најкориснији играч награду, и био је селектован да игра седму за заредом Ол-Стар утакмицу. Постао је трећи играч да освоји МВП награду након што је био трејдован. Водио Финикс до првог НБА финала од 1976. Упркос Барклијевих речи упућене Џордану да је “судбина” да Финикс освоји титулу те сезоне али су ипак били поражени у шест утакмица од Булса. Током целог плејофа Баркли је бележио учинак од 26,6 поена 13,6 скока, укључујући 27,3 поена, 13 скока и 5,5 асистенција у финалној серији. Док је у четвртој утакмици финала забележио трипл-дабл са 32 поена, 12 скока и 10 асистенција.
Због великих проблема са боловима у кичми спекулисало се да ће му то уједно бити и последња сезона у Финиксу 1993-1994. Играјући уз највеће болове у каријери Баркли је бележио 21,6 поена  11.6 скока. Селектован је за осми узастопни Ол-Стар гејм али није играо због повреде квадрицепса, и био је номинован за Ол-НБА други тим. Са Барклијем борећи се са повредама, Санси су успели да забележе скор од 53-26 и стигли до полуфинала западне конференције. Иако су водили 2-0 у серији, Санси су изгубили у седам мечева од будућег шампиона Хјустона, предвођени Хакимом Олажуваном. Упркос повредама у трећој утакмици прве рунде плејофа против Голден Стјет Вориорса Баркли  је погодио 23 шута од 32 и завршио меч са 56 поена, трећи у историји НБА у плејоф мечу. Размишљајући о пензионисању у паузи између две сезоне, Баркли се вратио да игра 11 сезону и наставио је да се бори са повредама. У првом делу сезоне је имао проблема, али је успео да се опорави враћајући се у свој ритам игре што му је омогућило девети заредом Ол-Стар меч. Бележио је 23 поена,11.1 скока по утакмици водећи Сансе до скора 59-23. У плејофу, иако су водили 3-1 у првој рунди против Хјустона, изгубили су у седмој утакмици. У тој серији Баркли је убацио 25,7 поена, 13.4 скока по утакмици, иако је у последњој седмој утакмици био лимитиран повредом ноге.
1995-1996 је била Барклијева последња сезона са Сансима. Водио је тим по броју поена, скока бележећи 23,3 поена, 11.6 скока. Са тим учинком заредио је десети заредом Ол-Стар гејм наступ, такође је постао десети НБА играч да забележи 20.000 поена и 10.000 скока у својој каријери. У плејофу бележио је учинак од 25,5 поена 13,5 скока, али то је није било довољно да изађе из прве рунде против Сан Антонио Спарса. Након завршене сезоне са Сансима и скором од 41-41 и поразом у првој рунди од Спарса, Баркли је био трејдован Хјустону за Сема Касела, Роберта Орија, Марка Брајанта и Чаки Брауна.

### Хјустон Рокетс
Трејд у Хјустон Рокетсе 1996-1997 је била Барклијева последња шанса да за НБА титулу. Придружио се ветеранском тиму која су чинила два најбоља 50 играча свих времена, Хаким Олажуван и Клајд Дрекслер. На почетку сезоне, Баркли је био суспендован за прву утакмици због туче са Чарлс Оклијем у предсезонској утакмици 25. октобра 1996. У својој првој утакмици за Хјустон Баркли је забележио рекорд каријере по броју скокова са 33. Наставио је да се бори са повредама играјући 53 утакмице, док је пропустио 14 због повреде кука, 11 због зглоба и четири због суспензија. Био други у тиму по броју датих поена са 19.2, и по први пут од своје руки каријере бележио је мање од 20 поена по утакмици. Са Хакимом узимајући већину шутева, Баркли се више фокусирао на скокове за лопту, бележећи 13,5 по утакмици, други најбољи учинак што се скокова тиче у својој каријери. Рокетси су завршили регуларни део сезоне са скором 57-25, стижући до финала западне конференције где су изгубили у шест утакмица од стране Јута Џеза. Баркли је бележио учинак од 17,9 поена и 12,0 скока у још једном плејоф поразу.
1997-1998 сезона је била још једна отежана повредама где је бележио просек од 15,2 поена и 11,7 скока по утакмици. Овај Учинак је помогао тиму да дође то скора 41-41, где би у првој рунди плејофа изгубили од Јуте Џеза у пет утакмица. Лимитиран повредама Баркли је бележио најгоре бројке у плејофу у својој каријери 9 поена 5,3 скока за 21,8 минута игре. За време локаута скраћене сезоне, Баркли је играо 42 утакмице у регуларном делу сезоне уз 16,1 поен и 12,3 скока по утакмици. Постао је други играч у НБА историји после Вилта Чемберлејна који је успео да за своју каријеру забележи 23.000 поена 12.000 скокова и 4.000 асистенција. Рокетси су завршили скраћену сезону са скором 31-19 што је омогућило пролазак у плејоф. У својој последњој плејоф серији Баркли је бележио просечан учинак од 23,5 поена 13,8 скока по утакмици у поразу од Лос Анђелес Лејкерса. Са тим забележио је учинак у плејоф утакмицама за своју каријеру од 23 поена, 12.9 скока и 3,9 асистенција у 123 утакмица.
1999-2000 сезона је била Барклијева последња у НБА. У почетку бележио је 14,5 поена  и 10,5 скока по утакмици. Заједно са Шакил О`Нилом, Баркли је био избачен из игре 10, Новембра 1999 у мечу против Лос Анђелес Лејкерса. Због туче које је почела тако што је О`Нил блокирао Барклијев шут, Барклију се то није свидело који га је погодио лоптом у главу, на шта је Шак узвратио ударцем. Барклијева сезона и каријера су деловала завршеним када је повредио леви квадрицепс 8, Децембра 1999 у Филаделфији, где му је каријера као НБА играч почела. Одбијајући да повреда буде последње поглавље његове каријере, Баркли се вратио после четири месеци паузе за своју последњу утакмицу 19, Априла 2000 на домаћем терену против Вакувер Гризлиса, Барклијев последњи поен је дошао из офанзивног скока и погодивши зицер, његов трејдмарк током целе каријере. По завршетку утакмице Баркли је изјавио:
“Не могу да објасним колико ми је вечерас значило. Урадио сам то за себе. Имао сам много победа и пораза током своје каријере, али нисам могао да дозволим да последња меморија играјући кошарку буде то како сам био ношен са утакмице, морао сам да се вратим на терен и завршим каријеру на  својим ногама.”
После тог коша Баркли се пензионисао и са тим завршио своју шеснаестогодишњу Хол оф Фејм каријеру.

## Олимпијада
Баркли је био позван од стране Боб Најта да пробу за Америчку мушку кошаркашку екипу за Олимпијаду 1984. Стигао је до последњих селекција за тим, али на крају није био позван иако био бољи од скоро свих играча у првој постави. Према Најту, Баркли није био позван због своје лоше одбране.
Баркли се такмичио на две олимпијаде 1992 и 1996, освојивши две златне медаље као члан Америчке мушке кошаркашке екипе. Интернационална плавила која су пре онемогућавала НБА играчима да се такмиче у олимпијским играма су била промењена 1992, омогућавајући Барклију и његовим НБА колегама да се такмиче на Олимпијади. Резултат ове промене правила довела до стварања Дрим тима, који је победило са скором 6-0 у квалификацијама и 8-0 против Олимпијских противника. Тим је у просека дао 117,3 поена по утакмици и побеђивао разликом од 43,8 поена. Баркли је водио тим са 18,0 поена по утакмици и поставио рекорд по броју поена и једној утакмици са 30 против Бразила. Такође је поставио рекорд по проценту успешности за шут за три поена 87,5% додавши 4,1 скока и 2,6 украдене лопте. Баркли је такође био део контроверзног момента ударивши играча Анголе намерно у груди у победи Дрим тима 116-48.
1996 на Олимпијским играма у Атланти, Баркли је водио тим у поенима, скоковима и проценту шута из игре. Бележећи 12,4 поена са 81,6% шута из игре, постављајући рекорд. Уз невероватан шутерски учинак додао је 6,6 скока по утакмици. Под водством Барклија, Америка још једном дошла до скора 8-0 и освојила златну медаљу.

## Играчки профил
Баркли је играо на позицији крилног центра, у ретким случајевима на крилу или као центар. Био је врло ефикасан шутер бележећи 22,1 поен у регуларном делу сезоне, и 23 поена у плејофу за своју каријеру. Водио је лигу у проценту шута из игре за два поена од сезоне 1986-87 до 1990-1991. Био један од најверситалнијих и прецизнијих играча који је могао да погоди било где на терена, естаблишући себе као једног од најбољих клач шутера. Баркли је био константан мисмеч (енгл. Mismatch) за противнике јер је могао да игра на више позиција. Имао је добар шут са дистанце, и незаустављив у рекету. Брзим окретима, фејдавеј шутевима и снажним закуцавањима представљао је велики проблем за противнички тим.
Баркли је најнижи играч у НБА историји који је водио лигу у скоковима кад је бележио просек од 14,6 скока по утакмици током сезоне 1986-87. Својом упорном и агресивном игром, нижом висином и килажом која се кретала од 129кг до 114кг током своје каријере, Баркли је цементирао своје наслеђе као један од најбољих скакача.

## Заоставштина
Током своје шеснаесто годишње каријере, Баркли је био виђен као један од најконтроверзнијих и доминантнијих играча у НБА лиги. Његов утицај на спорт је ишао још преко асистенција, погођених поена и титула у скоковима. Његови конфронтационални манеризми су га често водили до техничких фаула и казни, и његова већи од живота персона понекад је обраћало пажњу на контроверзе, као у примеру када у реклами не прихвата атлете као узоре за децу. Иако су његове речи често доводиле до контраверзи, према Барклију он никад није био разлог за њих, јер је увек говорио истину. Изјавио је:
“И не правим контраверзе. Оне су ту још ту дуже пре него што сам ја отворио уста. Ја само обраћам пажњу на њих”.
Поред његових туча на терену са противничким играчима, био је умешан у тучама и ван њега. Где је након утакмице против Милвоки Бакса поломио нос човеку, након чега је био ухапшен. Био је још један инцидент где је бацио мушкарца кроз прозор.
Као играч, Баркли је био вишегодишњи Ол-Стар који је заслужио титулу Најкориснији играч 1993. Користећи свој физички стил игре добио је надимак Раунд Маунд оф Рибаунд(енгл. Round Mound of Rebound;). Био је проглашен за Ол-НБА тим једанаест пута и пута пута освоји златну медаљу као члан Дрим Тима. Пензионисао се као један од четири играча који успели да упишу 20.000 поена 10.000 скокова и 4.000 асистенција у својој каријери.
У част Барклија дрес са бројем 34 је пензионисан од стране три тима за које је играо. Колеџ тим Оберн 3, Марта 2001, истог месеца у Филаделфији. И 20, Марта 2004, Санси у пензионисали дрес И уврстили га у Санс ринг од Онор.  2006 је био примљен у Неисмит Меморијал Хол оф Фејм.

## НБА Статистика
Регуларна Сезона
| Year     | Team        | Одиграних Утакмица | Стартованих Утакмица | Минути по Утакмици | Проценат шута | Проценат шута за три поена | Проценат шута слободних бацања | Скокови по утакмици | Асистенције по утакмици | Украдене лопте по утакмици | Блокада по утакмици | Поена по утакмици |
| -------- | ----------- | ------------------ | -------------------- | ------------------ | ------------- | -------------------------- | ------------------------------ | ------------------- | ----------------------- | -------------------------- | ------------------- | ----------------- |
| 1984-85  | Филаделфија | 82                 | 60                   | 28.6               | .545          | .167                       | .733                           | 8.6                 | 1.9                     | 1.2                        | 1.0                 | 14.0              |
| 1985-86  | Филаделфија | 80                 | 80                   | 36.9               | .572          | .227                       | .685                           | 12.8                | 3.9                     | 2.2                        | 1.6                 | 20.0              |
| 1986-87  | Филаделфија | 68                 | 62                   | 40.3               | .594          | .202                       | .761                           | 14.6                | 4.9                     | 1.8                        | 1.5                 | 23.0              |
| 1987-88  | Филаделфија | 80                 | 80                   | 39.3               | 587           | .280                       | .751                           | 11.9                | 3.2                     | 1.3                        | 1.3                 | 28.3              |
| 1988-89  | Филаделфија | 79                 | 79                   | 39.1               | .579          | .216                       | .753                           | 12.9                | 4.1                     | 1.6                        | 0.9                 | 25.8              |
| 1989-90  | Филаделфија | 79                 | 79                   | 39.1               | .600          | .217                       | .749                           | 11.5                | 3.9                     | 1.9                        | 0.6                 | 25.2              |
| 1990-91  | Филаделфија | 67                 | 67                   | 37.3               | .570          | .284                       | .722                           | 10.1                | 4.2                     | 1.6                        | 0.5                 | 27.6              |
| 1991-92  | Филаделфија | 75                 | 75                   | 38.4               | .552          | .234                       | .695                           | 11.1                | 4.1                     | 1.8                        | 0.6                 | 23.1              |
| 1992-93  | Финикс      | 76                 | 76                   | 37.6               | .520          | .305                       | .765                           | 12.2                | 5.1                     | 1.6                        | 1.0                 | 25.6              |
| 1993-94  | Финикс      | 65                 | 65                   | 35.4               | .495          | .270                       | .704                           | 11.2                | 4.6                     | 1.6                        | 0.6                 | 21.6              |
| 1994-95  | Финикс      | 68                 | 68                   | 35.0               | .486          | .338                       | .748                           | 11.1                | 4.1                     | 1.6                        | 0.7                 | 23.0              |
| 1995-96  | Финикс      | 71                 | 71                   | 37.1               | .500          | .280                       | .777                           | 11.6                | 3.7                     | 1.6                        | 0.8                 | 23.2              |
| 1996-97  | Хјустон     | 53                 | 53                   | 37.9               | .484          | .283                       | .694                           | 13.5                | 4.7                     | 1.3                        | 0.5                 | 19.2              |
| 1997-98  | Хјустон     | 68                 | 41                   | 33.0               | .485          | .214                       | .746                           | 11.7                | 3.2                     | 1.0                        | 0.4                 | 15.2              |
| 1998-99  | Хјустон     | 42                 | 40                   | 36.3               | .478          | .160                       | .719                           | 12.3                | 4.6                     | 1.0                        | 0.3                 | 16.1              |
| 1999-00  | Хјустон     | 20                 | 18                   | 31.0               | .477          | .231                       | .645                           | 10.5                | 3.2                     | 0.7                        | 0.2                 | 14.5              |
| Каријера | Каријера    | 1,073              | 1,012                | 36.7               | .541          | .266                       | .735                           | 11.7                | 3.9                     | 1.5                        | 0.8                 | 22.1              |
| Ол-Стар  | Ол-Стар     | 11                 | 7                    | 23.2               | .495          | .250                       | .625                           | 6.7                 | 1.8                     | 1.3                        | 0.4                 | 12.6              |

### Највеће бројке у каријери
| Stat                                 | Највећи | Тим         | Противник    | Датум              |
| ------------------------------------ | ------- | ----------- | ------------ | ------------------ |
| Поени                                | 47      | Филаделфија | Атланта      | фебруар 9, 1988.   |
| Поени (Плејоф)                       | 56      | Финикс      | Голден Стејт | мај 4, 1994.       |
| Шутеви из игре без промашаја         | 10—10   | Филаделфија | Сан Антонио  | март 24, 1989.     |
| Шутеви из игре без промашаја(Плејоф) | 23      | Финикс      | Голден Стејт | мај 4, 1994.       |
| Шутеви из игре, покушано (Плејоф)    | 31      | Финикс      | Финикс       | мај 4, 1994.       |
| Слободна Бацања без промашаја        | 15—15   | Филаделфија | Голден Стејт | новембар 8, 1991.  |
| Слободна Бацања погођено             | 22      | Финикс      | Вашингтон    | децембар 20, 1995. |
| Слободних бацања шутирано            | 27      | Финикс      | Вашингтон    | децембар 20, 1995. |
| Три поена датих без промашаја        | 6—6     | Филаделфија | Мајами       | фебруар 22, 1989.  |
| Покушаји шута за три поена           | 11      | Хјустон     | Торонто      | децембар 2, 1996.  |
| Скокови за лоптом                    | 33      | Хјустон     | Финикс       | новембар 2, 1996.  |
| Офанзивни скокови                    | 16      | Филаделфија | Њујорк       | март 4, 1987.      |
| Офанзивни скокови                    | 16      | Филаделфија | Денвер       | март 20, 1987.     |
| Дефанзивни скокови                   | 25      | Хјустон     | Финикс       | новембар 2, 1996.  |
| Асистенције                          | 14      | Филаделфија | Индијана     | новембар 4, 1986.  |
| Украдене лопте (Плејоф)              | 7       | Финикс      | Сан Антонио  | мај 13, 1993.      |
| Украдене Лопте                       | 7       | Филаделфија | Њујорк       | јануар 27, 1987.   |
| Украдене Лопте                       | 7       | Филаделфија | Кливленд     | јануар 12, 1990.   |
| Украдене Лопте                       | 7       | Финикс      | Милвоки      | јануар 26, 1996.   |
| Блокирани шутеви                     | 7       | Филаделфија | Портланд     | новембар 28, 1986. |
| Минути играни                        | 58      | Хјустон     | Лос Анђелес  | новембар 12, 1996. |

## Живот после кошарке

### Телевизијски аналитичар
Од 2000. године, Баркли је радио као студијски аналитичар за Турнер Нетворк Телевизију(ТНТ). Он се појављује на репортажама пре утакмица и током полувремена на НБА мрежи, заједно са специјалним НБА догађајима.Он је члан екипе Инсајд ди НБА, емисија где Баркли, Ерни Џонсон Јр., Кени Смит и Шакил О’Нил дају извештај о утакмицама које су се одиграле на тај дан и причају о разним дешавањима унутар НБА-а. Током преноса утакмице, где је Баркли био поред терена са Марв Албертом, Баркли је исмејавао судију Дик Бавету због његове старости. Алберт је одговорио Барклију "Верујем да би те Дик победио у трци.", Баркли је реаговао на ову изјаву тако што је изазвао Бевету да се тркају на НБА Ол стар викенду 2007. године за 5000 долара. Победник трке би бирао којој хуманитарној акцији ће да да паре. НБА је прихватио да дода додатних 50 000 долара а ТНТ је додао 25 000 долара. Баркли и Бавета су трчали три и по дужине кошаркашког терена и на крају је Баркли победио. После тог догађаја, њих двојица су се загрлили у знак спортског духа.
Баркли је такође познат по томе сто је први познати гост-бирач за Колеџ ГејмДеј у 2004.
Такође, од 2011, Баркли је радио као студио аналиста за НЦАА Мушка дивизија- кошаркашки турнир између Трунер Спорта и ЦБС. Баркли је у сваком емитовању Финал Фора од 2011.
Баркли је радио као гост коментатор за НБЦ-ов преглед НФЛ Вајлд Кард(енгл. Wild Card;) плејофа 7. јануара 2012; исте ноћи је био домаћин емисије Сатурдеј Најт Лајв, који се снима поред студија Футбал најт ин Америка у Менхетн ГЕ Билдинг. 20. априла 2012. Баркли је победио Спортс Еми награду за невероватног студио аналисту за његов рад у ТНТ-у
Баркли је најавио да у новембру 2012. године да размишља о пензионисању:
"Сад сам у фазону, човече ово си радио 13 година и ако стигнем до краја уговора то ће бити 17 година. Седамнаест година је огромно време, поготово за снимање. Ја искрено морам да откријем који је нови изазов за мене", каже он.
Јули 2016. је најављено да ђе Баркли бити домаћин шесто-епизодне емисије Ди Рејс Цард. Ова емисија се преименовала у Американ Рејс, премијера је била на ТНТ-у 11. маја 2017.